# College of Wooster
Das College of Wooster ist eine freie Akademie für Geistes- und Naturwissenschaften in Wooster, Ohio. Es wurde 1866 gegründet und ist bekannt für seinen innovativen Studiengang.
Seit über 50 Jahren wird von jedem Studenten dort im letzten Studienjahr im Rahmen des Independent Study-Projekts eine umfangreiche Abschlussarbeit erstellt, die den Anspruch hat, etwas Neues entwickelt zu haben. Der Umfang ist einer Diplomarbeit ebenbürtig.

## Geschichte
Das College von Wooster wurde 1866 von Presbyterianern gegründet. Der Einwohner von Wooster, Ephraim Quinby, überließ den 88 ha eichenbewaldeten Hügel mit Aussicht in das Killbuck Valley. Am 8. September 1870 öffnete die Universität die Türen mit fünf Fakultäten und 30 männlichen und 4 weiblichen Studenten.
1901 brannten 5 Häuser nieder, die innerhalb eines Jahres wieder aufgebaut wurden.
1915 gab es 8 Abteilungen, darunter eine medizinische Schule, die neben den geistes- und naturwissenschaftlichen Fakultäten in der Minderheit war. Nach einem heftigen Streit zwischen der Hochschulverwaltung und der Professorenschaft entschied man sich auf den Universitätstitel zu verzichten und nur noch als College auf die Studenten der Geistes- und Naturwissenschaften zu konzentrieren.
Nach einem offenen Brief im Oktober 1920 von Professor William Estabrook Chancellor gegen den republikanischen Präsidentschaftskandidaten Warren G. Harding wegen dessen angeblicher farbigen Abstammung, wurde Chancellor am 29. Oktober 1920, wenige Tage vor der Präsidentenwahl von dem Direktorium der Rücktritt nahegelegt, den er auch annahm.
1966 wurde der Chemieprofessor Samuel P. Massie als erster Schwarzer in das Kuratorium des College gewählt.
Die Religion spielte von Anfang an eine wichtige Rolle, besonders da das College 100 Jahre unter der Leitung von der Synode von Ohio stand. 1969 übernahm das Wooster's Board of Trustees vollständig die Verwaltung. Trotz der weiteren Pflege einer engen Beziehung zur Presbyterian Church gilt man als unabhängig.
1999 legte das College 80 % seines Stiftungsvermögens in Hedgefonds an und steigerte das Vermögen innerhalb von 16 Jahren von 89 Mio. USD auf 250 Mio. USD.
Seit Beginn wird besonderen Wert auch auf die Ausbildung von Frauen gelegt, die die gleiche Ausbildung wie ihre männlichen Kollegen erhielten. Weiterhin hatte man schon immer einen starken internationalen Einfluss, da viele Studenten als Missionare nach Afrika, Asien und Lateinamerika gingen und diese ihre Schüler wiederum in Wooster studierten. 2008 kamen 7 % der Studenten aus 40 verschiedenen Ländern.
In der Studentenverbindung Sigma Chi ist man als Chapter Β geführt. Bei den Sportarten haben sie den Spitznamen Fighting Scots.

## Zahlen zu den Studierenden, den Dozenten und zum Vermögen
Im Herbst 2020 waren 1.924 Studierende am College of Wooster eingeschrieben, die alle ihren ersten Studienabschluss anstrebten und damit undergraduates waren. Von diesen waren 54 % weiblich und 46 % männlich; 3 % bezeichneten sich als asiatisch, 9 % als schwarz/afroamerikanisch, 7 % als Hispanic/Latino, 60 % als weiß und weitere 15 % kamen aus dem Ausland. Es lehrten 214 Dozenten an der Universität, davon 183 in Vollzeit und 31 in Teilzeit.
Der Wert des Stiftungsvermögens der Universität lag 2021 bei 431,2 Mio. US-Dollar, das waren 30,2 % mehr als im Vorjahr 2020, in dem es 331,1 Mio. US-Dollar betragen hatte.

## Studenten und Professoren

### Präsidenten
1. 1870–1873: Willis Lord
2. 1873–1883: Archibald Alexander Edward Taylor
3. 1883–1899: Sylvester Fithian Scovel
4. 1899–1915: Louis Edward Holden
5. 1915–1919: John Campbell White
6. 1919–1944: Charles Frederick Wishart
7. 1944–1967: Howard Foster Lowry
8. 1967–1977: J. Garber Drushal
9. 1977–1995: Henry Jefferson Copeland
10. 1995–2007: Raleigh Stanton Hales[9]
11. 2007–2015: Grant H. Cornwell[9]
12. 2016–2022: Sarah Bolton[9] – Die Physikerin Sarah Bolton war die erste weibliche Präsidentin am Wooster College.[10]

### Professoren
- William Estabrook, Chancellor
- Karl Merz, Musikdirektor ca. 1885
- Martin Welker, Politikwissenschaften und internationales Recht von 1873 bis 1890
- Josephine Wright, Professorin für Musik

### Ehrendoktoren
- Grace Lee Boggs, Schriftstellerin, Bürgerrechtlerin und Feministin (* 1915)
- Donald Johanson, Paläoanthropologe (* 1943)

### Studenten
- Arthur Holly Compton, Physiknobelpreisträger (1892–1962)
- John Dean, Rechtsberater von Richard Nixon (* 1938)
- Stephen R. Donaldson, Science-Fiction-Autor (* 1947)
- Elizebeth Friedman, Kryptoanalytikerin (1892–1980)
- James Hyslop, Philosoph und Parapsychologe (1854–1920)
- George Kennedy, Sinologe (1901–1960)
- John T. Walton, Unternehmer und Multimilliardär (1946–2005)